# Tuinrenspin
De tuinrenspin (Philodromus aureolus) is een spin uit de familie van de renspinnen (Philodromidae). De wetenschappelijke naam van de soort werd, als Araneus aureolus, in 1758 gepubliceerd door Carl Alexander Clerck.

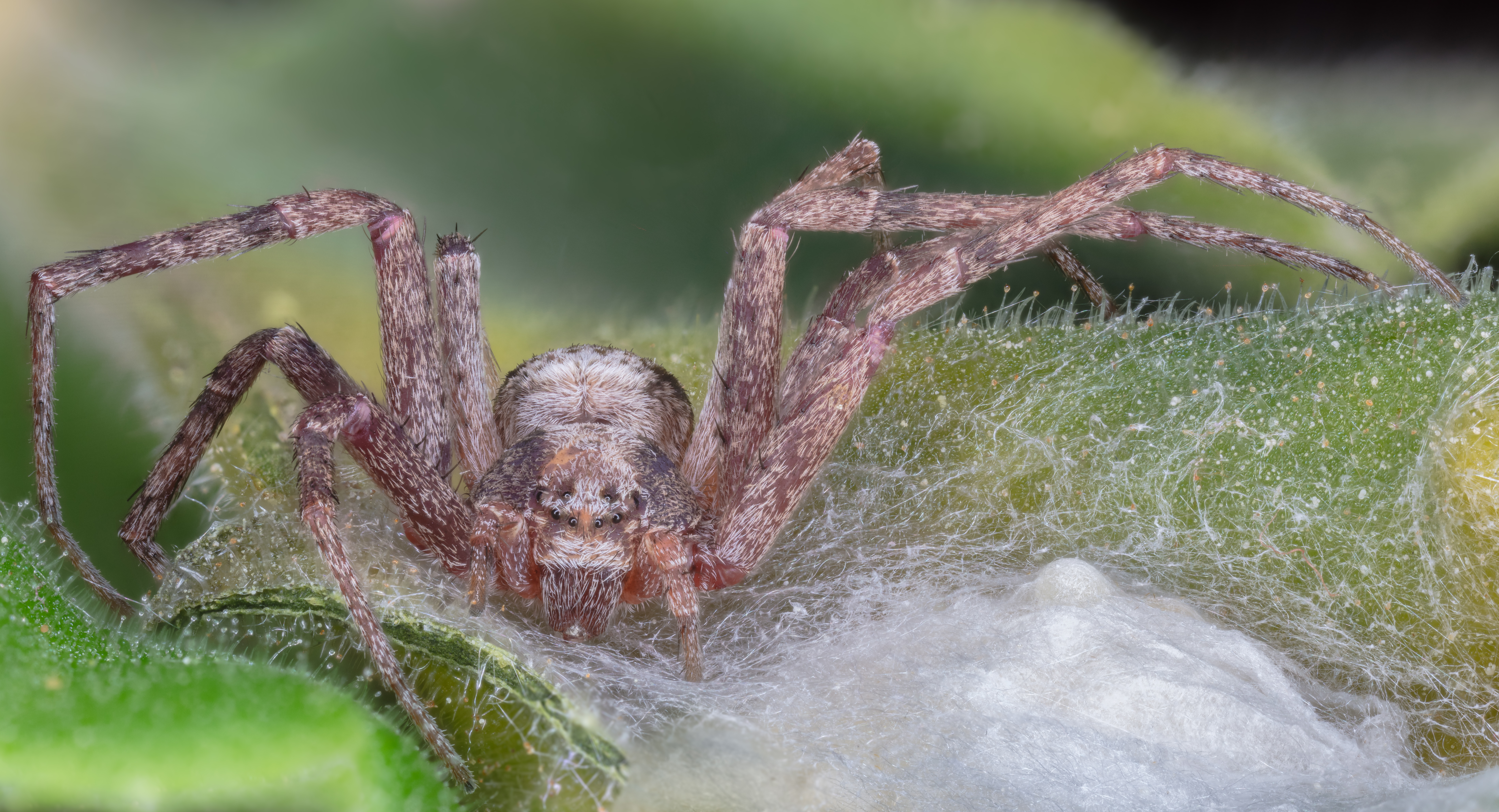
Vrouwelijk exemplaar met haar eicocon.

## Determinatie
Het vrouwtje wordt 4–7 mm groot, het mannetjes wordt 3,5–5 mm. De kleur van de spin varieert van bruin tot beige. Op het kopborststuk en achterlijf is een lichte middenband aanwezig. Op de middenband van het achterlijf is vaak een donkere vlek of hoektekening aanwezig.

## Habitat en verspreiding
De soort leeft in bossen, tuinen, struiken en open velden in bijna het gehele Palearctisch gebied.